# Grand Prix SAR La Princesse Lalla Meryem 2025 - Qualificazioni singolare
Le qualificazioni del singolare del Grand Prix SAR La Princesse Lalla Meryem 2025 sono state un torneo di tennis preliminare per accedere alla fase finale della manifestazione disputate il 17 e 18 maggio 2025. Le vincitrici dell'ultimo turno sono entrate di diritto nel tabellone principale. In caso di ritiro di una o più giocatrici aventi diritto a questi sono subentrati i Lucky loser, ossia i giocatori che hanno perso nell'ultimo turno ma che avevano una classifica più alta rispetto agli altri partecipanti che avevano comunque perso nel turno finale.

## Teste di serie
1. Harmony Tan (primo turno)
2. Kaitlin Quevedo (primo turno)
3. Carol Zhao (primo turno)
4. Marija Timofeeva (ultimo turno, lucky loser)

1. Sada Nahimana (qualificata)
2. Camilla Rosatello (qualificata)
3. Elizabeth Mandlik (qualificata)
4. Nicole Fossa Huergo (ultimo turno, lucky loser)

## Qualificate
1. Tatiana Pieri
2. Camilla Rosatello

1. Sada Nahimana
2. Elizabeth Mandlik

### Lucky loser
1. Carolina Alves
2. Marija Timofeeva

1. Nicole Fossa Huergo

## Tabellone

### Legenda
| - Q = Qualificato - WC = Wild card - LL = Lucky loser | - ALT = Alternate - SE = Special Exempt - PR = Protected Ranking | - w/o = Walkover - r = Ritirato - d = Squalificato |

### Sezione 1
|  | Primo turno | Primo turno         | Primo turno         | Primo turno | Primo turno |  |  | Ultimo turno | Ultimo turno        | Ultimo turno        | Ultimo turno | Ultimo turno |  |
|  |             |                     |                     |             |             |  |  |              |                     |                     |              |              |  |
|  | 1           | Harmony Tan         | 6                   | 4           | 2           |  |  |              |                     |                     |              |              |  |
|  |             | Tatiana Pieri       | 4                   | 6           | 6           |  |  |              | Tatiana Pieri       | Tatiana Pieri       | 6            | 6            |  |
|  | WC          | Diae El Jardi       | Diae El Jardi       | 4           | 2           |  |  | 8            | Nicole Fossa Huergo | Nicole Fossa Huergo | 4            | 1            |  |
|  | 8           | Nicole Fossa Huergo | Nicole Fossa Huergo | 6           | 6           |  |  |              |                     |                     |              |              |  |

### Sezione 2
|  | Primo turno | Primo turno       | Primo turno       | Primo turno | Primo turno |  |  | Ultimo turno | Ultimo turno      | Ultimo turno      | Ultimo turno | Ultimo turno |  |
|  |             |                   |                   |             |             |  |  |              |                   |                   |              |              |  |
|  | 2           | Kaitlin Quevedo   | 6                 | 3           | 1           |  |  |              |                   |                   |              |              |  |
|  |             | Lian Tran         | 3                 | 6           | 6           |  |  |              | Lian Tran         | Lian Tran         | 0            | 4            |  |
|  |             | Ekaterina Jašina  | Ekaterina Jašina  | 1           | 3           |  |  | 6            | Camilla Rosatello | Camilla Rosatello | 6            | 6            |  |
|  | 6           | Camilla Rosatello | Camilla Rosatello | 6           | 6           |  |  |              |                   |                   |              |              |  |

### Sezione 3
|  | Primo turno | Primo turno    | Primo turno   | Primo turno | Primo turno |  |  | Ultimo turno | Ultimo turno   | Ultimo turno | Ultimo turno | Ultimo turno |  |
|  |             |                |               |             |             |  |  |              |                |              |              |              |  |
|  | 3           | Carol Zhao     | 5             | 6           | 3           |  |  |              |                |              |              |              |  |
|  |             | Carolina Alves | 7             | 3           | 6           |  |  |              | Carolina Alves | 6            | 1            | 4            |  |
|  | WC          | Luca Udvardy   | Luca Udvardy  | 4           | 1           |  |  | 5            | Sada Nahimana  | 3            | 6            | 6            |  |
|  | 5           | Sada Nahimana  | Sada Nahimana | 6           | 6           |  |  |              |                |              |              |              |  |

### Sezione 4
|  | Primo turno | Primo turno       | Primo turno       | Primo turno | Primo turno |  |  | Ultimo turno | Ultimo turno      | Ultimo turno      | Ultimo turno | Ultimo turno |  |
|  |             |                   |                   |             |             |  |  |              |                   |                   |              |              |  |
|  | 4           | Maria Timofeeva   | 7                 | 2           | 6           |  |  |              |                   |                   |              |              |  |
|  |             | Tereza Martincová | 5                 | 6           | 4           |  |  | 4            | Maria Timofeeva   | Maria Timofeeva   | 2            | 4            |  |
|  |             | Emily Appleton    | Emily Appleton    | 4           | 4           |  |  | 7            | Elizabeth Mandlik | Elizabeth Mandlik | 6            | 6            |  |
|  | 7           | Elizabeth Mandlik | Elizabeth Mandlik | 6           | 6           |  |  |              |                   |                   |              |              |  |